# Nederlandse kampioenschappen schaatsen massastart 2013
De eerste Nederlandse kampioenschappen schaatsen massastart in het schaatsen werden gehouden op 2 januari 2013 in Thialf in Heerenveen. Arjan Stroetinga en Irene Schouten werden Nederlands kampioen en plaatsten zich voor de wereldbekerwedstrijden massastart.

## Mannen
| Pos. | Sprint 1 (na 5 ronden) | Sprint 1 (na 5 ronden) | Sprint 2 (na 10 ronden) | Sprint 2 (na 10 ronden) | Sprint 3 (na 15 ronden) | Sprint 3 (na 15 ronden) | Eindsprint (na 20 ronden) | Eindsprint (na 20 ronden) |
| Pos. | Naam                   | Punten                 | Naam                    | Punten                  | Naam                    | Punten                  | Naam                      | Punten                    |
| ---- | ---------------------- | ---------------------- | ----------------------- | ----------------------- | ----------------------- | ----------------------- | ------------------------- | ------------------------- |
| 1    | Johan Knol             | 5                      | Johan Knol              | 5                       | Joost Vink              | 5                       | Arjan Stroetinga          | 31                        |
| 2    | Ted-Jan Bloemen        | 3                      | Ronald Kruijer          | 3                       | Johan Knol              | 3                       | Gary Hekman               | 15                        |
| 3    | Bob de Jong            | 2                      | Bob de Jong             | 2                       | Ronald Kruijer          | 2                       | Christijn Groeneveld      | 10                        |
| 4    | Robert Bovenhuis       | 1                      | Robert Bovenhuis        | 1                       | Robert Bovenhuis        | 1                       | Crispijn Ariëns           | 5                         |
| 5    |                        |                        |                         |                         |                         |                         | Geert Plender             | 3                         |
| 6    |                        |                        |                         |                         |                         |                         | Ingmar Berga              | 1                         |

| Pos.   | Naam                 | Punten |
| ------ | -------------------- | ------ |
| Goud   | Arjan Stroetinga     | 31     |
| Zilver | Gary Hekman          | 15     |
| Brons  | Johan Knol           | 13     |
| 4      | Christijn Groeneveld | 10     |
| 5      | Crispijn Ariëns      | 5      |
| 6      | Joost Vink           | 5      |
| 7      | Ronald Kruijer       | 5      |
| 8      | Bob de Jong          | 4      |
| 9      | Geert Plender        | 3      |
| 10     | Ingmar Berga         | 1      |

## Vrouwen
| Pos. | Sprint 1 (na 4 ronden) | Sprint 1 (na 4 ronden) | Sprint 2 (na 8 ronden) | Sprint 2 (na 8 ronden) | Sprint 3 (na 12 ronden) | Sprint 3 (na 12 ronden) | Eindsprint (na 15 ronden) | Eindsprint (na 15 ronden) |
| Pos. | Naam                   | Punten                 | Naam                   | Punten                 | Naam                    | Punten                  | Naam                      | Punten                    |
| ---- | ---------------------- | ---------------------- | ---------------------- | ---------------------- | ----------------------- | ----------------------- | ------------------------- | ------------------------- |
| 1    | Mariska Huisman        | 5                      | Sharon Hendriks        | 5                      | Carien Kleibeuker       | 5                       | Irene Schouten            | 31                        |
| 2    | Irene Schouten         | 3                      | Wieteke Cramer         | 3                      | Yvonne Nauta            | 3                       | Mariska Huisman           | 15                        |
| 3    | Sharon Hendriks        | 2                      | Jolanda Langeland      | 2                      | Carlijn Achtereekte     | 2                       | Carla Zielman             | 10                        |
| 4    | Rixt Meijer            | 1                      | Carla Zielman          | 1                      | Mariska Huisman         | 1                       | Wieteke Cramer            | 5                         |
| 5    |                        |                        |                        |                        |                         |                         | Bianca Roosenboom         | 3                         |
| 6    |                        |                        |                        |                        |                         |                         | Jolanda Langeland         | 1                         |

| Pos.   | Naam                       | Punten |
| ------ | -------------------------- | ------ |
| Goud   | Irene Schouten             | 34     |
| Zilver | Mariska Huisman            | 21     |
| Brons  | Carla Zielman              | 11     |
| 4      | Wieteke Cramer             | 8      |
| 5      | Sharon Hendriks            | 7      |
| 6      | Carien Kleibeuker          | 5      |
| 7      | Bianca Roosenboom          | 3      |
| 8      | Jolanda Langeland          | 3      |
| 9      | Yvonne Nauta               | 3      |
| 10     | Carlijn Achtereekte        | 2      |
| 11     | Rixt Meijer                | 1      |
| 12     | Maria Sterk                | 0      |
| 13     | Lisa van der Geest         | 0      |
| 14     | Lisanne Soemanta           | 0      |
| 15     | Erna Last-Kijk in de Vegte | 0      |
| 16     | Iris van der Stelt         | 0      |
| 17     | Margo van de Merwe         | 0      |
| 18     | Elma de Vries              | 0      |
| 19     | Danielle Lissenberg        | 0      |